# Helmut Gams
Helmut Gams (ur. 25 września 1893 w Brnie, zm. 13 lutego 1976 w Innsbrucku) – austriacki botanik i mykolog szwajcarskiego pochodzenia.

## Życiorys i praca naukowa
Helmut Gams studiował na Uniwersytecie w Zurychu, gdzie otrzymał tytuł doktora filozofii. Ze względu na swoją rozległą wiedzę o roślinach został powołany do monachijskiej „Hegi-Redaktion”. W latach 1920–1923 pracował tu jako asystent Gustava Hegiego na Uniwersytecie w Monachium nad jego „Ilustrowaną florą Europy Środkowej”. Założył „Stację biologiczną Mooslachen” niedaleko Wasserburga nad Jeziorem Bodeńskim i był jej wieloletnim dyrektorem. W 1929 r. habilitował się na Uniwersytecie w Innsbrucku. Początkowo pracował w nim jako wykładowca prywatny, później jako profesor nadzwyczajny, od 1949 r. jako profesor zwyczajny, a od 1964 r. do końca życia jako profesor emerytowany. Od 1956 był członkiem Niemieckiej Akademii Przyrodników Leopoldina.
Gams zajmował się głównie roślinami zarodnikowymi. Był autorem serii Mała flora roślin zarodnikowych, którą publikował aż do śmierci. W tej serii zajmował się głównie mchami, porostami i glonami. Był także pionierem w dziedzinie analizy pyłków. Wraz z Volkmarem Vareschi badał wrzosowiska, jeziora i lód lodowcowy i osiągnął przełomowe wyniki, które zostały również wykorzystane w palinologii medycznej. W rezultacie powstał wydział palinologii w Instytucie Botanicznym Uniwersytetu w Innsbrucku.
W naukowych nazwach utworzonych przez niego taksonów dodawane jest jego nazwisko Gams.